# Hadena claripennis
Hadena claripennis är en fjärilsart som beskrevs av Butler 1886. Hadena claripennis ingår i släktet Hadena och familjen nattflyn. Inga underarter finns listade i Catalogue of Life.